# St. Laurentius (Burggrub)

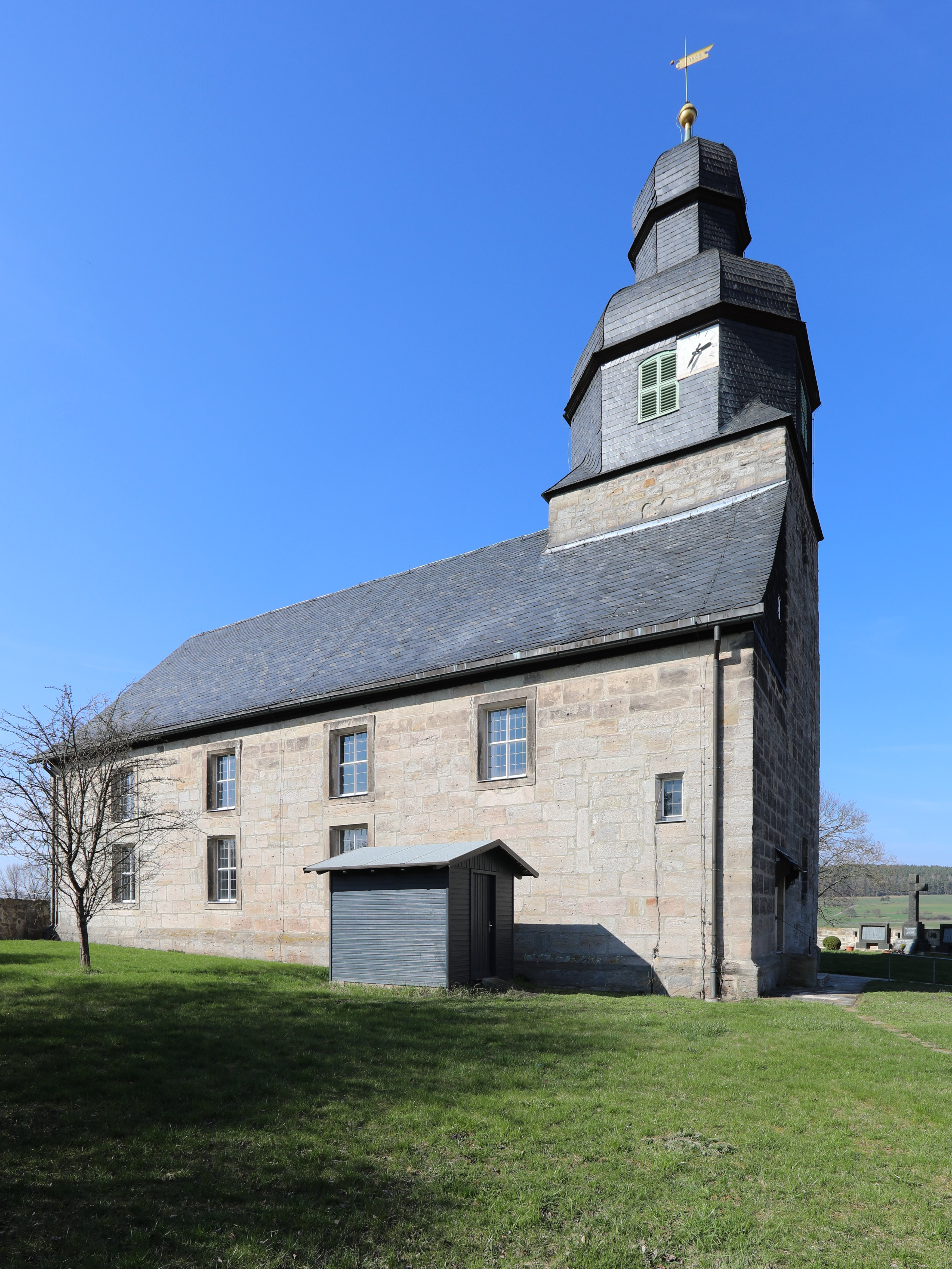
St. Laurentius (Burggrub)

Die evangelische Pfarrkirche St. Laurentius ist ein denkmalgeschütztes Kirchengebäude, das im Gemeindeteil Burggrub der Gemeinde Stockheim im Landkreis Kronach (Oberfranken, Bayern) steht. Der Kern des Kirchturms geht auf die erste Hälfte des 13. Jahrhunderts zurück. Im Jahr 1482 wurde Burggrub eine selbstständige Pfarrei. Die Pfarrei gehört zum Evangelisch-Lutherischen Dekanat Kronach-Ludwigsstadt im Kirchenkreis Bayreuth der Evangelisch-Lutherischen Kirche in Bayern.

## Beschreibung
Der ehemalige Chorturm der Saalkirche stammt im Kern aus der ersten Hälfte des 13. Jahrhunderts. Er wurde im 18. Jahrhundert um ein achteckiges, schiefergedecktes Geschoss aufgestockt, das die Turmuhr und den Glockenstuhl beherbergt, in dem drei Kirchenglocken hängen. Bedeckt ist der Chorturm mit einer Welschen Haube. Das Langhaus, das nicht in einer Achse mit dem Chorturm steht, wurde im 18. Jahrhundert erhöht und 1927 verlängert. 
Der mit einer Kassettendecke überspannte Innenraum hat an der Südseite eine Empore. Zur Kirchenausstattung gehört ein spätgotischer Flügelaltar, auf dessen Altarretabel der heilige Leonhard, die heilige Katharina und die heilige Margareta dargestellt sind. Der Altarauszug enthält ein Marienbildnis. Das Sakramentshaus ist spätgotisch.